# ويل كريستوفر باير
ويل كريستوفر باير (بالإنجليزية: Will Christopher Baer)‏ (1966، مسيسيبي في الولايات المتحدة)؛ روائي أمريكي.